# Col de Campolongo
Le col de Campolongo (Ju de Ćiaulunch en ladin) est un col situé en Italie, à la frontière entre la Vénétie et le Trentin-Haut-Adige, dans les Dolomites. Il s'élève à 1 875 mètres d'altitude.

## Géographie

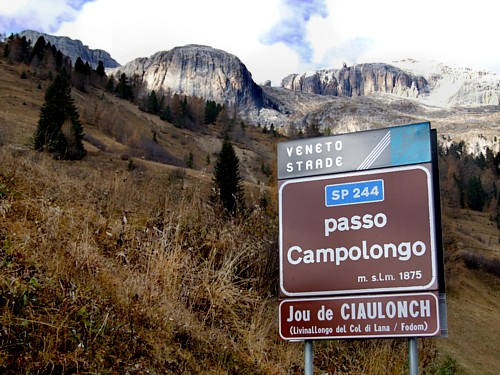
Panneau du col de Campolongo.

Le col est situé immédiatement à l'est du groupe du Sella et relie Arabba (frazione de Livinallongo del Col di Lana) à Corvara in Badia, rejoignant ainsi la vallée du Cordevole avec le val Badia.
Il est situé au cœur des Dolomites et, avec les cols Pordoi, Sella et Gardena, forme la Sellaronda, un itinéraire de ski de randonnée et de vélo de renom autour du groupe du Sella.

## Cyclisme
Le col de Campolongo est l'un des cols les plus populaires des Dolomites pour les amateurs de vélo et est au cœur de nombreuses compétitions cyclistes. Ses pentes sont peu exigeantes des deux versants : 
- depuis Arabba, la montée de 4 km à une pente moyenne de 6,8 % et une déclivité maximale de 10 % ;
- de Corvara, la montée de 6,5 km à une pente moyenne de 5,6 % et une déclivité maximale de 8 %.

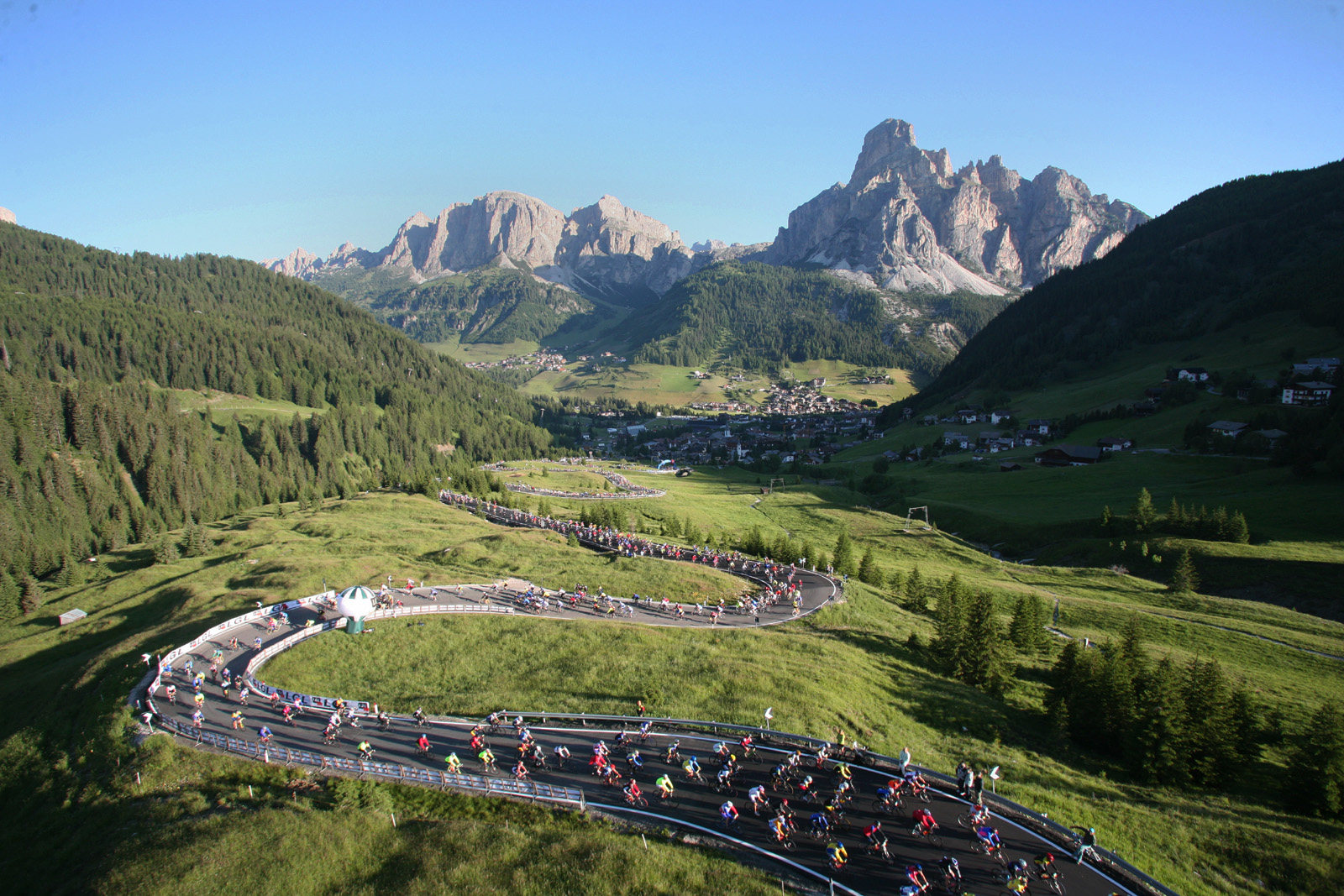
Coureurs du marathon des Dolomites dans l'ascension du versant nord du col de Campolongo.

Gravi par le Giro d'Italia pour la première fois en 1949, il a depuis lors été inclus dans l'itinéraire dans diverses éditions :
| Année | Étape                                      | Premier au col                                                   | Ascension depuis          |
| ----- | ------------------------------------------ | ---------------------------------------------------------------- | ------------------------- |
| 1949  | 11e : Bassano del Grappa > Bolzano         | Fausto Coppi                                                     | Arabba                    |
| 1950  | 9e : Vicenza > Bolzano                     | Jean Robic                                                       | Arabba                    |
| 1954  | 20e : San Martino di Castrozza > Bolzano   | Fausto Coppi                                                     | Arabba                    |
| 1958  | 17e : Levico Terme > Bolzano               | Jean Brankart                                                    | Arabba                    |
| 1969  | 21e : Rocca Pietore > Cavalese             | Michele Dancelli                                                 | Arabba                    |
| 1970  | 20e : Dobbiaco > Bolzano                   | Martin Van Den Bossche                                           | Corvara in Badia          |
| 1983  | 20e : Selva di Val Gardena > Arabba        | Faustino Rupérez (1er passage) Alessandro Paganessi (2e passage) | Corvara in Badia (2 fois) |
| 1984  | 20e : Selva di Val Gardena > Arabba        | Flavio Zappi (1er passage) Laurent Fignon (2e passage)           | Corvara in Badia (2 fois) |
| 1986  | 21e : Bassano del Grappa > Bolzano         | Pedro Muñoz Machín Rodríguez                                     | Arabba                    |
| 1989  | 14e : Auronzo di Cadore > Corvara in Badia | Flavio Giupponi                                                  | Arabba                    |
| 1992  | 14e : Corvara in Badia > Monte Bondone     | Giuseppe Calcaterra                                              | Corvara in Badia          |
| 1993  | 14e : Corvara in Badi > Corvara in Badia   | Claudio Chiappucci                                               | Arabba                    |
| 1997  | 19e : Predazzo > Falzes                    | José Jaime González                                              | Arabba                    |
| 2002  | 16e : Conegliano > Corvara in Badia        | Julio Alberto Pérez Cuapio                                       | Arabba                    |
| 2007  | 16e : Agordo > Lienz                       | Fortunato Baliani                                                | Arabba                    |
| 2016  | 14e : Farra d'Alpago > Corvara in Badia    | Rubén Plaza                                                      | Corvara in Badia          |
| 2023  | 19e : Longarone > Tre Cime di Lavaredo     | Davide Gabburo                                                   | Arabba                    |